# Single numer jeden w roku 1971 (USA)
Notowanie Billboard Hot 100 przedstawia najlepiej sprzedające się single w Stanach Zjednoczonych. Publikowane jest ono przez magazyn Billboard, a dane kompletowane są przez Nielsen SoundScan w oparciu o cotygodniowe wyniki sprzedaży cyfrowej oraz fizycznej singli, a także częstotliwość emitowania piosenek na antenach stacji radiowych.
| Data publikacji | Piosenka                                                             | Artysta                            |
| --------------- | -------------------------------------------------------------------- | ---------------------------------- |
| 2 stycznia      | "My Sweet Lord"/"Isn't It a Pity"                                    | George Harrison                    |
| 9 stycznia      | "My Sweet Lord"/"Isn't It a Pity"                                    | George Harrison                    |
| 16 stycznia     | "My Sweet Lord"/"Isn't It a Pity"                                    | George Harrison                    |
| 23 stycznia     | "Knock Three Times"                                                  | Tony Orlando and Dawn              |
| 30 stycznia     | "Knock Three Times"                                                  | Tony Orlando and Dawn              |
| 6 lutego        | "Knock Three Times"                                                  | Tony Orlando and Dawn              |
| 13 lutego       | "One Bad Apple"                                                      | The Osmonds                        |
| 20 lutego       | "One Bad Apple"                                                      | The Osmonds                        |
| 27 lutego       | "One Bad Apple"                                                      | The Osmonds                        |
| 6 marca         | "One Bad Apple"                                                      | The Osmonds                        |
| 13 marca        | "One Bad Apple"                                                      | The Osmonds                        |
| 20 marca        | "Me and Bobby McGee"                                                 | Janis Joplin                       |
| 27 marca        | "Me and Bobby McGee"                                                 | Janis Joplin                       |
| 3 kwietnia      | "Just My Imagination (Running Away with Me)"                         | The Temptations                    |
| 10 kwietnia     | "Just My Imagination (Running Away with Me)"                         | The Temptations                    |
| 17 kwietnia     | "Joy to the World"                                                   | Three Dog Night                    |
| 24 kwietnia     | "Joy to the World"                                                   | Three Dog Night                    |
| 1 maja          | "Joy to the World"                                                   | Three Dog Night                    |
| 8 maja          | "Joy to the World"                                                   | Three Dog Night                    |
| 15 maja         | "Joy to the World"                                                   | Three Dog Night                    |
| 22 maja         | "Joy to the World"                                                   | Three Dog Night                    |
| 29 maja         | "Brown Sugar"                                                        | The Rolling Stones                 |
| 5 czerwca       | "Brown Sugar"                                                        | The Rolling Stones                 |
| 12 czerwca      | "Want Ads"                                                           | Honey Cone                         |
| 19 czerwca      | "It's Too Late"/"I Feel the Earth Move"                              | Carole King                        |
| 26 czerwca      | "It's Too Late"/"I Feel the Earth Move"                              | Carole King                        |
| 3 lipca         | "It's Too Late"/"I Feel the Earth Move"                              | Carole King                        |
| 10 lipca        | "It's Too Late"/"I Feel the Earth Move"                              | Carole King                        |
| 17 lipca        | "It's Too Late"/"I Feel the Earth Move"                              | Carole King                        |
| 24 lipca        | "Indian Reservation (The Lament of the Cherokee Reservation Indian)" | Paul Revere & the Raiders          |
| 31 lipca        | "You've Got a Friend                                                 | James Taylor                       |
| 7 sierpnia      | "How Can You Mend a Broken Heart"                                    | Bee Gees                           |
| 14 sierpnia     | "How Can You Mend a Broken Heart"                                    | Bee Gees                           |
| 21 sierpnia     | "How Can You Mend a Broken Heart"                                    | Bee Gees                           |
| 28 sierpnia     | "How Can You Mend a Broken Heart"                                    | Bee Gees                           |
| 4 września      | "Uncle Albert/Admiral Halsey"                                        | Paul McCartney ft. Linda McCartney |
| 11 września     | "Go Away Little Girl"                                                | Donny Osmond                       |
| 18 września     | "Go Away Little Girl"                                                | Donny Osmond                       |
| 25 września     | "Go Away Little Girl"                                                | Donny Osmond                       |
| 2 października  | "Maggie May"/"Reason to Believe"                                     | Rod Stewart                        |
| 9 października  | "Maggie May"/"Reason to Believe"                                     | Rod Stewart                        |
| 16 października | "Maggie May"/"Reason to Believe"                                     | Rod Stewart                        |
| 23 października | "Maggie May"/"Reason to Believe"                                     | Rod Stewart                        |
| 30 października | "Maggie May"/"Reason to Believe"                                     | Rod Stewart                        |
| 6 listopada     | "Gypsys, Tramps & Thieves"                                           | Cher                               |
| 13 listopada    | "Gypsys, Tramps & Thieves"                                           | Cher                               |
| 20 listopada    | "Theme from Shaft"                                                   | Isaac Hayes                        |
| 27 listopada    | "Theme from Shaft"                                                   | Isaac Hayes                        |
| 4 grudnia       | "Family Affair"                                                      | Sly and the Family Stone           |
| 11 grudnia      | "Family Affair"                                                      | Sly and the Family Stone           |
| 18 grudnia      | "Family Affair"                                                      | Sly and the Family Stone           |
| 25 grudnia      | "Brand New Key"                                                      | Melanie Safka                      |